# Nekrolog 4. Quartal 1912
Nekrolog
◄◄
| ◄
| 1908
| 1909
| 1910
| 1911
| 1912 | 1913 | 1914 | 1915 | 1916 | ► | ►►
1. Quartal |
2. Quartal |
3. Quartal |
4. Quartal 1912
Weitere Ereignisse | Allgemeiner Nekrolog 1912
Die Beschreibung der verstorbenen Person sollte so kurz wie möglich gehalten sein und nur deren signifikante Tätigkeit(en) enthalten.
Neue Namen ggf. auch unter dem Geburts- und Sterbedatum, also etwa unter 1. Januar und im Geburts- und Sterbejahr (2024) eintragen (nur bei entsprechender großer Wichtigkeit). Für Beispiele siehe die schon vorhandenen Artikel.
Außerdem über die fünf zuletzt Verstorbenen, zu denen es einen ausreichend guten Artikel für eine Präsentation auf der Hauptseite gibt, nach der todesbedingten Überarbeitung der Artikel ggf. auch unter Wikipedia Diskussion:Hauptseite informieren und sie am besten auch in den anderen Wikipedia-Sprachversionen eintragen. Tipp: Regelmäßig bei news.google.de nach „ist tot“, „gestorben“ oder „verstorben“ suchen.
Wenn eine Person gestorben ist, gibt es viele Seiten zu dieser Person in der Wikipedia, die davon auch betroffen sind und entsprechend aktualisiert werden müssen. Beispiele: Namenübersichtsseite, Geburtsjahr, Geburtsort-Seiten und viele mehr.
Wie finde ich die betroffenen Seiten?
Im Suchfeld auf der linken Seite gibt man den Suchbegriff so ein: „Vorname Nachname“. Dann klickt man auf Volltext und alle Seiten mit entsprechendem Suchtext werden aufgerufen. Hier sieht man dann schnell, wo auch das Todesjahr Sinn macht oder sogar ein Teil des Artikels angepasst werden muss. Auch hilft das „Werkzeug“ auf der linken Seite sehr gut, um solche Seiten aufzufinden: „Links auf diese Seite“. Somit ist die Wikipedia wieder aktuell in allen Bereichen! Hinweis: bei Eintragung der Kategorie „Gestorben JAHR“ wird der Missbrauchsfilter 49 ausgelöst, was jedoch nicht schlimm ist. Siehe: Spezial:Missbrauchsfilter/49
Dies ist eine Liste von im vierten Quartal 1912 verstorbenen bekannten Persönlichkeiten. Die Einträge erfolgen innerhalb der einzelnen Daten alphabetisch sortiert. Tiere sind im Nekrolog für Tiere zu finden.

## Oktober
| Tag         | Name                                    | Beruf, bekannt als                                                                            | Alter | Beleg |
| ----------- | --------------------------------------- | --------------------------------------------------------------------------------------------- | ----- | ----- |
| 1. Oktober  | Carl C. Anderson                        | US-amerikanischer Politiker                                                                   | 34    |       |
| 1. Oktober  | Albert Buss-Wenger                      | Schweizer Unternehmer                                                                         | 50    |       |
| 1. Oktober  | Louis Döllstädt                         | deutscher Kaufmann und Gemeinderatsvorsitzender                                               | 69    |       |
| 1. Oktober  | Peter Paul Faust                        | deutscher Mundartautor                                                                        | 79    |       |
| 1. Oktober  | Julius Habicht                          | deutscher Architekt                                                                           | 38    |       |
| 1. Oktober  | Hermann Munk                            | deutscher Physiologe                                                                          | 73    |       |
| 2. Oktober  | Jan Beyzym                              | polnischer Jesuit, Priester und Missionar                                                     | 62    |       |
| 2. Oktober  | Ebbe Hertzberg                          | norwegischer Rechtshistoriker und Volkswirtschaftler                                          | 65    |       |
| 3. Oktober  | Susanna Benda                           | deutsche Schauspielerin und Sängerin                                                          | 84    |       |
| 3. Oktober  | Anton Elbel                             | österreichischer Ingenieur und Lokomotiv-Konstrukteur                                         | 78    |       |
| 3. Oktober  | James H. Osmer                          | US-amerikanischer Politiker                                                                   | 80    |       |
| 3. Oktober  | Arthur Pfungst                          | deutscher Fabrikant, Verleger, Dichter, Übersetzer, Buddhist und Freidenker                   | 48    |       |
| 4. Oktober  | Augustin Mouchot                        | französischer Erfinder                                                                        | 87    |       |
| 4. Oktober  | Benjamín Zeledón                        | nicaraguanischer Politiker                                                                    | 33    |       |
| 5. Oktober  | Lewis Boss                              | US-amerikanischer Astronom                                                                    | 65    |       |
| 5. Oktober  | Rudolf von Ziller                       | deutscher Ökonom und Politiker                                                                | 80    |       |
| 6. Oktober  | Auguste Beernaert                       | belgischer Politiker und Jurist, Friedensnobelpreisträger                                     | 83    |       |
| 6. Oktober  | Oskar von Diruf                         | deutscher Balneologe und Badearzt                                                             | 88    |       |
| 6. Oktober  | William A. Peffer                       | US-amerikanischer Politiker                                                                   | 81    |       |
| 6. Oktober  | Walter William Skeat                    | britischer Philologe                                                                          | 76    |       |
| 7. Oktober  | Wilhelm Manchot                         | deutscher Architekt und Hochschullehrer                                                       | 68    |       |
| 7. Oktober  | Jakob Minor                             | österreichischer Literaturwissenschaftler                                                     | 57    |       |
| 8. Oktober  | Robert Gyßling                          | deutscher Jurist und Politiker (FVp), MdR                                                     | 53    |       |
| 9. Oktober  | Hermann Schenck                         | deutscher Maler und Pädagoge                                                                  | 83    |       |
| 10. Oktober | Florian Cynk                            | polnischer Historienmaler und Grafiker sowie Kunstpädagoge                                    | 74    |       |
| 10. Oktober | Alfa Yaya von Labé                      | Herrscher in Westafrika                                                                       |       |       |
| 10. Oktober | Hermann Müller-Sagan                    | deutscher Verleger und Politiker (FVp), MdR3                                                  | 55    |       |
| 10. Oktober | Arnold Nieberding                       | deutscher Politiker der Kaiserzeit                                                            | 74    |       |
| 12. Oktober | Karoline von Arnim                      | deutsche Schriftstellerin                                                                     | 61    |       |
| 12. Oktober | James R. Hindman                        | US-amerikanischer Politiker                                                                   | 73    |       |
| 12. Oktober | Otto Krümmel                            | deutscher Ozeanograph und Hochschullehrer                                                     | 58    |       |
| 12. Oktober | Pedro Nolasco da Silva                  | portugiesisch-macanesischer Schriftsteller und Politiker                                      | 70    |       |
| 13. Oktober | Evaristo Carriego                       | argentinischer Journalist und Schriftsteller                                                  | 29    |       |
| 13. Oktober | Joseph Güttler                          | deutscher Chorrektor und Komponist                                                            | 70    |       |
| 15. Oktober | Enrico Cobioni                          | Schweizer Luftfahrtpionier                                                                    | 31    |       |
| 16. Oktober | Alfred Müller-Grah                      | deutscher Architekt                                                                           | 65    |       |
| 16. Oktober | Heinrich Ritthausen                     | deutscher Agrikulturchemiker                                                                  | 86    |       |
| 17. Oktober | Theodor Bömelburg                       | deutscher Gewerkschaftsvorsitzender und Politiker (SPD), MdHB, MdR                            | 50    |       |
| 17. Oktober | Weldon B. Heyburn                       | US-amerikanischer Politiker                                                                   | 60    |       |
| 17. Oktober | Oskar von Normann                       | deutscher Rittergutsbesitzer und Politiker, MdR                                               | 68    |       |
| 17. Oktober | Carl Pfeiffer                           | deutscher Bankier und Präsident der Handelskammer Kassel                                      | 68    |       |
| 17. Oktober | George N. Southwick                     | US-amerikanischer Politiker                                                                   | 49    |       |
| 17. Oktober | Hugo Werner                             | deutscher Agrarwissenschaftler                                                                | 73    |       |
| 18. Oktober | Friedrich Beer                          | österreichisch-französischer Bildhauer                                                        | 66    |       |
| 18. Oktober | Pierre César                            | Schweizer Theologe, Journalist und Schriftsteller                                             | 59    |       |
| 18. Oktober | Otto Emil von Düring                    | hannoverscher Hofbeamter                                                                      | 83    |       |
| 18. Oktober | Jacob D. Leighty                        | US-amerikanischer Politiker                                                                   | 72    |       |
| 18. Oktober | Theodor Rehtwisch                       | deutscher Schriftsteller                                                                      | 47    |       |
| 19. Oktober | Julius Maggi                            | Schweizer Unternehmer und Erfinder                                                            | 66    |       |
| 19. Oktober | Eduard Spieß                            | Ingenieur und Direktor von Kunstgewerbeschulen                                                | 63    |       |
| 20. Oktober | Ernst Flügel                            | deutscher Komponist der Romantik                                                              | 68    |       |
| 20. Oktober | Hans Gericke                            | deutscher Ingenieur und Luftschiffer                                                          | 40    |       |
| 20. Oktober | Eduard Hüsgen                           | deutscher Politiker und Redakteur                                                             | 64    |       |
| 21. Oktober | Sigmund Riefler                         | deutscher Physiker, Uhrmacher und Fabrikant                                                   | 65    |       |
| 21. Oktober | Anton Schlinger                         | österreichischer Politiker                                                                    | 42    |       |
| 22. Oktober | Otto Cimbal                             | deutscher Pflanzenzüchter                                                                     | 72    |       |
| 22. Oktober | Franz Neusser                           | österreichischer Politiker                                                                    | 89    |       |
| 23. Oktober | Elias von Cyon                          | litauischer Physiologe und Schriftsteller                                                     | 69    |       |
| 23. Oktober | Anton Hartmann                          | deutscher Schauspieler und Theaterdirektor                                                    | 51    |       |
| 24. Oktober | Marie Gabriele in Bayern                | Tochter von Herzog Carl Theodor in Bayern und dessen zweiter Gemahlin Maria José von Portugal | 34    |       |
| 24. Oktober | Pierre Berton                           | französischer Schauspieler, Theaterautor und Komödiendichter                                  | 70    |       |
| 24. Oktober | Hugo Bieler                             | deutscher Jurist und Politiker, MdR                                                           | 69    |       |
| 24. Oktober | Julius Busch                            | deutscher Architekt                                                                           | 73    |       |
| 24. Oktober | Bernhard Felisch                        | deutscher Architekt und Bauunternehmer, Interessenvertreter des Baugewerbes                   | 73    |       |
| 24. Oktober | Arthur Wellesley Peel, 1. Viscount Peel | britischer Politiker (Liberal Party) und Sprecher des Unterhauses                             | 83    |       |
| 24. Oktober | Ilja Alexandrowitsch Saz                | russischer Komponist                                                                          | 37    |       |
| 25. Oktober | Hermann Boethke                         | deutscher Reichsgerichtsrat                                                                   | 78    |       |
| 26. Oktober | Henry B. Carrington                     | US-amerikanischer Anwalt, Hochschullehrer und General                                         | 88    |       |
| 26. Oktober | Heinrich Hische                         | deutscher Fabrikant und Politiker (NLP), MdR                                                  | 75    |       |
| 26. Oktober | Christian Horne                         | norwegischer Lehrer und Politiker                                                             | 74    |       |
| 27. Oktober | Carl von Elern                          | deutscher Rittergutsbesitzer, Landrat und Politiker, MdR                                      | 71    |       |
| 27. Oktober | Paul Florschütz                         | deutscher Verwaltungsbeamter                                                                  | 52    |       |
| 27. Oktober | Xavier de Fourvières                    | französischer Prämonstratenser, Provenzalist, Grammatiker, Lexikograf und Autor               | 59    |       |
| 27. Oktober | Friedrich zu Limburg-Stirum             | deutscher Politiker, MdR, Staatssekretär des Deutschen Reiches                                | 77    |       |
| 27. Oktober | Paul Ferdinand Segond                   | französischer Chirurg                                                                         | 61    |       |
| 28. Oktober | Werner von Bolton                       | deutscher Chemiker                                                                            | 44    |       |
| 28. Oktober | Henri Dor                               | Schweizer Ophthalmologe                                                                       | 77    |       |
| 28. Oktober | Karl Haider                             | deutscher Maler                                                                               | 66    |       |
| 28. Oktober | Benito Murúa y López                    | spanischer Erzbischof                                                                         | 66    |       |
| 28. Oktober | Edgar Tinel                             | belgischer Komponist und Pianist                                                              | 58    |       |
| 29. Oktober | Ludolf von Estorff                      | preußischer Verwaltungsjurist, Landrat und Regierungspräsident                                | 74    |       |
| 29. Oktober | Ernst Senckel                           | Schriftsteller                                                                                | 76    |       |
| 29. Oktober | Carlos Mauricio Valenti Perrillat       | guatemaltekischer Künstler französischer Herkunft                                             | 23    |       |
| 30. Oktober | Eckart von Bonin                        | deutscher Rittergutsbesitzer, Landrat und Politiker, MdR                                      | 58    |       |
| 30. Oktober | Willis Brewer                           | US-amerikanischer Rechtsanwalt und Politiker                                                  | 68    |       |
| 30. Oktober | Richard E. Connell                      | US-amerikanischer Politiker                                                                   | 54    |       |
| 30. Oktober | Aylett R. Cotton                        | US-amerikanischer Politiker                                                                   | 85    |       |
| 30. Oktober | Albert Hackenberg                       | deutscher evangelischer Pfarrer und Kirchenmann im Hunsrück und im Rheinland                  | 60    |       |
| 30. Oktober | Edward Lane                             | US-amerikanischer Politiker                                                                   | 70    |       |
| 30. Oktober | Ernst Wilhelm Moes                      | niederländischer Kunsthistoriker                                                              | 48    |       |
| 30. Oktober | Wilhelm von Müffling genannt Weiß       | preußischer Jurist, Landrat und Polizeipräsident                                              | 73    |       |
| 30. Oktober | James S. Sherman                        | US-amerikanischer Politiker                                                                   | 57    |       |
| 31. Oktober | Amos Clark                              | US-amerikanischer Politiker                                                                   | 83    |       |

## November
| Tag          | Name                                        | Beruf, bekannt als                                                                          | Alter | Beleg |  |
| ------------ | ------------------------------------------- | ------------------------------------------------------------------------------------------- | ----- | ----- |  |
| 1. November  | Adam Bock                                   | deutscher Politiker (Zentrum), MdR                                                          | 79    |       |  |
| 1. November  | John Emms                                   | englischer Maler des Realismus                                                              | 69    |       |  |
| 1. November  | Leopold von Hauffe                          | österreichischer Maschinenbauer und Hochschullehrer                                         | 72    |       |  |
| 1. November  | Theodore Haver                              | niederländische Lehrerin, Feministin, Sozialistin und Publizistin                           | 55    |       |  |
| 1. November  | Johann Oser                                 | österreichischer Chemiker und Hochschullehrer                                               | 79    |       |  |
| 2. November  | Wilhelm Karl Philipp Otto Graf von Bentinck | württembergischer Standesherr und Landtagsabgeordneter                                      | 63    |       |  |
| 2. November  | Peter Anton Cortsen                         | dänischer Schiffszimmerer und Architekt                                                     | 67    |       |  |
| 2. November  | Max Jänecke                                 | deutscher Buchhändler, Druckereibesitzer und Politiker (NLP), MdR                           | 43    |       |  |
| 2. November  | Karl Rudolf Karrasz                         | rumäniendeutscher Komponist, Pianist und Musikpädagoge                                      | 66    |       |  |
| 2. November  | Rudolf Luginbühl                            | Schweizer Historiker                                                                        | 58    |       |  |
| 3. November  | John Grün                                   | luxemburgischer Kraftmensch                                                                 | 44    |       |  |
| 3. November  | Anton von Perfall                           | bayerischer Heimat- und Jagdschriftsteller                                                  | 58    |       |  |
| 3. November  | George H. Utter                             | US-amerikanischer Politiker                                                                 | 58    |       |  |
| 4. November  | Asmus Lorenzen                              | deutscher Landwirt und Politiker (DFP, SFV), MdR                                            | 84    |       |  |
| 4. November  | John Monroe Van Vleck                       | US-amerikanischer Astronom                                                                  | 79    |       |  |
| 5. November  | Botho zu Eulenburg                          | preußischer Ministerpräsident und Innenminister                                             | 81    |       |  |
| 5. November  | Jakob Latscha                               | deutscher Kaufmann und Mäzen                                                                | 63    |       |  |
| 5. November  | Emanuel Shultz                              | US-amerikanischer Politiker                                                                 | 93    |       |  |
| 6. November  | Max Ghezze                                  | österreichisches Todesopfer im akademischen Kulturkampf                                     | 23    |       |  |
| 6. November  | Johan Cesar VII. Godeffroy                  | deutscher Kaufmann und Politiker                                                            | 74    |       |  |
| 6. November  | Mykola Lyssenko                             | ukrainischer Komponist, Pianist und Musikwissenschaftler                                    | 70    |       |  |
| 6. November  | John Lockwood Wilson                        | US-amerikanischer Politiker                                                                 | 62    |       |  |
| 7. November  | Johann Baptist Weißbrod                     | deutscher Historien- und Genremaler                                                         | 78    |       |  |
| 8. November  | Dugald Drummond                             | schottischer Eisenbahningenieur und Lokomotivkonstrukteur                                   | 72    |       |  |
| 9. November  | Gustav Jacobsthal                           | deutscher Musikwissenschaftler, Komponist und Hochschullehrer                               | 67    |       |  |
| 10. November | Ramón Corral                                | mexikanischer Politiker und Vizepräsident                                                   | 58    |       |  |
| 11. November | Alexander Kläsener                          | deutsch-niederländischer Kirchenmaler                                                       | 86    |       |  |
| 11. November | Ridgley C. Powers                           | US-amerikanischer Politiker                                                                 | 75    |       |  |
| 11. November | Josephine Schefsky                          | Altistin                                                                                    |       |       |  |
| 11. November | Józef Wieniawski                            | polnischer Pianist und Komponist                                                            | 75    |       |  |
| 12. November | José Canalejas Méndez                       | spanischer Politiker, Ministerpräsident von Spanien                                         | 58    |       |  |
| 12. November | John P. Jones                               | US-amerikanischer Politiker                                                                 | 83    |       |  |
| 13. November | Rudolf Boese                                | Landtagsabgeordneter                                                                        | 73    |       |  |
| 13. November | Teréza Nováková                             | tschechische Schriftstellerin, Vertreterin des Realismus und der Dorfprosa                  | 59    |       |  |
| 14. November | Alfonso Capecelatro di Castelpagano         | Kardinal                                                                                    | 88    |       |  |
| 14. November | Johannes Fischer                            | deutscher Bürgermeister und Mitglied der Kurhessischen Ständeversammlung                    | 93    |       |  |
| 14. November | Elise Honegger                              | Schweizer Frauenrechtlerin                                                                  | 72    |       |  |
| 15. November | Wilhelm Erk                                 | Landtagsabgeordneter Großherzogtum Hessen                                                   | 72    |       |  |
| 15. November | Dmitri Narkissowitsch Mamin-Sibirjak        | russischer Schriftsteller                                                                   | 60    |       |  |
| 15. November | Karl Seydel                                 | deutscher Geburtshelfer und Rechtsmediziner                                                 | 73    |       |  |
| 15. November | August Wünsche                              | deutscher Theologe und Judaist                                                              | 74    |       |  |
| 16. November | William Larrabee                            | US-amerikanischer Politiker                                                                 | 80    |       |  |
| 16. November | Augusto Peiroleri                           | italienischer Diplomat und Politiker, Senator, Gesandter in der Schweiz                     | 81    |       |  |
| 17. November | Jakob Ecker                                 | deutscher katholischer Theologe                                                             | 61    |       |  |
| 17. November | Richard Norman Shaw                         | britischer Architekt des Viktorianischen Zeitalters                                         | 81    |       |  |
| 17. November | Joseph M. Terrell                           | US-amerikanischer Politiker                                                                 | 51    |       |  |
| 18. November | Theodor Hemptenmacher                       | deutscher Verwaltungsjurist und Bankier                                                     | 58    |       |  |
| 18. November | Carl Tetzlaff                               | deutscher Theaterschauspieler und -regisseur                                                | 75    |       |  |
| 19. November | Wilhelm Fiedler                             | deutsch-schweizerischer Mathematiker                                                        | 80    |       |  |
| 19. November | Theodor Frey                                | Schweizer Unternehmer und liberaler Politiker                                               | 70    |       |  |
| 20. November | Robert Hilgendorff                          | deutscher Rittergutsbesitzer und Politiker, MdR                                             | 55    |       |  |
| 20. November | William Forsell Kirby                       | englischer Entomologe und Volkskundler                                                      | 68    |       |  |
| 20. November | Friedrich Seifriz                           | österreichischer Politiker                                                                  | 63    |       |  |
| 21. November | Ernst Koken                                 | deutscher Paläontologe                                                                      | 52    |       |  |
| 21. November | Máximo Tajes                                | Präsident Uruguays                                                                          | 59    |       |  |
| 21. November | Michał Żyguliński                           | polnischer Priester, Theologe und Politiker                                                 | 48    |       |  |
| 22. November | Otto Lessing                                | deutscher Bildhauer und Maler                                                               | 66    |       |  |
| 22. November | Hugo Maihak                                 | deutscher Maschinenbauer und Unternehmer                                                    | 54    |       |  |
| 23. November | Edward Arber                                | englischer Gelehrter und Autor                                                              | 75    |       |  |
| 23. November | Charles Bourseul                            | französischer Erfinder, erarbeitete den ersten Vorschlag zur elektrischen Sprachübertragung | 83    |       |  |
| 23. November | Romeo Manzoni                               | Schweizer Philosoph, Hochschullehrer, Forscher, Politiker und Publizist                     | 65    |       |  |
| 24. November | Henriette Auegg                             | österreichische Schriftstellerin und Pflegerin                                              | 71    |       |  |
| 24. November | Elise Beck                                  | deutsche Schriftstellerin                                                                   | 57    |       |  |
| 24. November | Björn Jónsson                               | isländischer Politiker                                                                      | 66    |       |  |
| 24. November | Joseph von Fallois                          | preußischer Offizier, zuletzt General der Infanterie                                        | 63    |       |  |
| 24. November | Eduard Handtmann                            | deutscher Theologe (evangelisch) und Autor                                                  | 70    |       |  |
| 24. November | Karl Kopp                                   | deutscher Dermatologe und Venerologe und Hochschullehrer                                    | 57    |       |  |
| 24. November | Edward J. Lynch                             | US-amerikanischer Politiker                                                                 | 52    |       |  |
| 24. November | Michael Moser                               | österreichischer Fotograf                                                                   | 59    |       |  |
| 24. November | Carl Heinrich Florenz Müller                | deutscher Unternehmer                                                                       | 67    |       |  |
| 25. November | Karl Hermann Förster                        | deutscher Politiker (SPD), MdR, MdHB                                                        | 59    |       |  |
| 25. November | Isidor Rayner                               | US-amerikanischer Politiker                                                                 | 62    |       |  |
| 25. November | Paul Stern                                  | deutscher Generalmajor                                                                      | 68    |       |  |
| 26. November | Theodor Bumiller                            | deutscher Forschungsreisender und Wegbegleiter des Afrikaforschers Hermann von Wissmann     | 48    |       |  |
| 26. November | Maria Luise von Hohenzollern-Sigmaringen    | Prinzessin von Hohenzollern-Sigmaringen, Gräfin von Flandern                                | 67    |       |  |
| 26. November | Dikka Møller                                | norwegische Friedens- und Freuenaktivistin                                                  | 74    |       |  |
| 26. November | Lemuel Owen                                 | kanadischer Politiker, Premierminister von Prince Edward Island                             | 90    |       |  |
| 27. November | Heinrich Bechstein                          | deutscher Orgelbauer                                                                        | 71    |       |  |
| 27. November | Alexander Herzberg                          | deutscher Ingenieur                                                                         | 70    |       |  |
| 27. November | Otto Lüders                                 | deutscher klassischer Archäologe und Botschafter                                            | 68    |       |  |
| 27. November | José María de Jesús Portugal y Serratos     | mexikanischer Ordensgeistlicher, Bischof von Aguascalientes                                 | 74    |       |  |
| 27. November | August Reinhard                             | deutscher Komponist                                                                         | 81    |       |  |
| 27. November | Wilhelm Rück                                | deutscher Organist, Musikpädagoge, Musikinstrumentensammler und Klavierhändler              | 63    |       |  |
| 28. November | Otto Brahm                                  | deutscher Kritiker, Theaterleiter und Regisseur                                             | 56    |       |  |
| 28. November | James Gordon                                | US-amerikanischer Politiker                                                                 | 78    |       |  |
| 29. November | Carl Alexander Apelt                        | höherer sächsischer Staatsbeamter                                                           | 65    |       |  |
| 29. November | Paul Le Marinel                             | deutsch-belgischer Ingenieur und Kolonialadministrator                                      | 54    |       |  |
| 29. November | Lorenzo Mavilis                             | griechischer Gelehrter, Dichter, Schachkomponist, Parlamentarier und Freiheitskämpfer       | 52    |       |  |
| 29. November | Wilhelm Mühlfeld                            | deutscher Musiker, Musiklehrer und Komponist                                                | 61    |       |  |
| 30. November | George Armitstead                           | russischer Ingenieur, Unternehmer und Bürgermeister Rigas                                   | 65    |       |  |
| 30. November | Richard Meister                             | deutscher Epigraphiker, Sprachwissenschaftler und Gymnasiallehrer                           | 64    |       |  |
|              | Buti bin Suhail                             | Cousin von Scheich Maktum bin Hascher, Herrscher im Emirat Dubai                            |       |       |  |

## Dezember
| Tag          | Name                              | Beruf, bekannt als | Alter | Beleg |
| ------------ | --------------------------------- | --- | ----- | ----- |
| 1. Dezember  | Peter Cameron                     | britischer Entomologe |       |       |
| 1. Dezember  | Max Herzig                        | österreichischer Verleger und Buchhändler | 49    |       |
| 2. Dezember  | Otis Bardwell Boise               | US-amerikanischer Komponist | 68    |       |
| 2. Dezember  | Ernst von Bomhard                 | Senatspräsident am Reichsgericht in Leipzig | 79    |       |
| 2. Dezember  | Otto von Fabricius                | österreichisch-ungarischer Schriftsteller und Journalist                                                                                                | 55    |       |
| 2. Dezember  | Kawasaki Shōzō                    | japanischer Industrieller und Schiffbauer | 75    |       |
| 2. Dezember  | Hieronimus Seeli                  | erster Glarner Kantonsoberförster | 74    |       |
| 3. Dezember  | Hans Hinrichs                     | deutscher Kommerzienrat und Verleger | 64    |       |
| 4. Dezember  | Ludwig Fischer von Weikersthal    | württembergischer Generalmajor, Kommandeur des Landjägerkorps                                                                                           | 69    |       |
| 4. Dezember  | Ernst Gettke                      | deutscher Schauspieler und Theaterdirektor | 71    |       |
| 4. Dezember  | Archibald Gracie                  | US-amerikanischer Historiker, Geschäftsmann und Schriftsteller                                                                                          | 54    |       |
| 4. Dezember  | Carl Huter                        | deutscher Alternativmediziner | 51    |       |
| 4. Dezember  | Arthur Will                       | deutscher Landwirt und Politiker, MdR | 64    |       |
| 6. Dezember  | Wilhelm Haacke                    | deutscher Biologe und Vererbungsforscher | 57    |       |
| 6. Dezember  | Henry Browne Hagreen              | britischer Maler |       |       |
| 6. Dezember  | Ion Mincu                         | rumänischer Architekt und Politiker | 59    |       |
| 6. Dezember  | Anton Polaschek                   | österreichischer Gymnasiallehrer in Czernowitz und Wien                                                                                                 | 57    |       |
| 6. Dezember  | Oskar Rassau                      | deutscher Bildhauer | 69    |       |
| 6. Dezember  | Ludwig Wille                      | deutscher Psychiater, Klinikdirektor und Hochschullehrer                                                                                                | 78    |       |
| 6. Dezember  | Wilhelm Wolff                     | deutscher Komponist und Coupletdichter | 61    |       |
| 7. Dezember  | George Howard Darwin              | britischer Astronom und Mathematiker | 67    |       |
| 7. Dezember  | Leopold Ettlinger                 | deutscher Kaufmann und Unternehmer | 67    |       |
| 8. Dezember  | Ludolf von Alvensleben            | preußischer Generalmajor | 68    |       |
| 8. Dezember  | Alfred Genzmer                    | deutscher Chirurg und Hochschullehrer | 61    |       |
| 9. Dezember  | Henry Asa Coffeen                 | US-amerikanischer Politiker | 71    |       |
| 9. Dezember  | Louis de Gramont                  | französischer Journalist, Dramatiker und Librettist |       |       |
| 9. Dezember  | Carl Justi                        | deutscher Philosoph und Kunsthistoriker | 80    |       |
| 9. Dezember  | Erich Sello                       | deutscher Jurist, Strafverteidiger und Politiker, MdR                                                                                                   | 60    |       |
| 10. Dezember | Gustav Raemisch                   | deutscher Jurist und Politiker | 67    |       |
| 11. Dezember | Ignaz Frenay                      | Landtagsabgeordneter Großherzogtum Hessen | 54    |       |
| 12. Dezember | August Friedrich Wilhelm Haese    | baptistischer Geistlicher | 88    |       |
| 12. Dezember | Vigilio Inama                     | italienischer Historiker | 77    |       |
| 12. Dezember | Ernst Lechner                     | deutscher Pfarrer | 87    |       |
| 12. Dezember | Luitpold von Bayern               | Prinzregent von Bayern | 91    |       |
| 12. Dezember | Josef Neumann                     | deutscher Geistlicher und Pionier der Abstinenzbewegung                                                                                                 | 56    |       |
| 12. Dezember | Reinhold Persius                  | deutscher Architekt und preußischer Baubeamter | 77    |       |
| 12. Dezember | Adolf Pfarr                       | deutscher Maschinenbauingenieur | 61    |       |
| 13. Dezember | Armand d’Artois                   | französischer Schriftsteller | 67    |       |
| 13. Dezember | Ernst Clausen                     | preußischer Offizier, deutscher Prosaautor und Zeitkritiker                                                                                             | 51    |       |
| 13. Dezember | Franz Simandl                     | tschechisch-österreichischer Kontrabassist, Musiklehrer und Autor                                                                                       | 72    |       |
| 14. Dezember | Belgrave Edward Sutton Ninnis     | britischer Polarforscher | 25    |       |
| 14. Dezember | Carl Schultze                     | deutscher Schauspieler und Theaterdirektor | 83    |       |
| 15. Dezember | Whitelaw Reid                     | US-amerikanischer Politiker, Diplomat und Journalist | 75    |       |
| 16. Dezember | Johann Cadau                      | bayerischer Bahnbeamter, Politiker, Parlamentarier der Zentrumspartei                                                                                   | 41    |       |
| 16. Dezember | Walther Herwig                    | preußischer Verwaltungsjurist, Doyen der deutschen Hochseefischerei und Begründer der deutschen Meeresforschung                                         | 74    |       |
| 16. Dezember | Alexander Tille                   | deutscher Germanist, Philosoph und Funktionär von Wirtschaftsverbänden                                                                                  | 46    |       |
| 16. Dezember | Heinrich Wehberg                  | deutscher Arzt und Bodenreformer | 57    |       |
| 17. Dezember | Spiru Haret                       | rumänischer Mathematiker | 61    |       |
| 17. Dezember | Otto von der Heyden-Rynsch        | deutscher Verwaltungsbeamter |       |       |
| 17. Dezember | Johann Jungblut                   | deutscher Landschaftsmaler der Düsseldorfer Schule | 52    |       |
| 17. Dezember | Robert M. Nevin                   | US-amerikanischer Politiker | 62    |       |
| 18. Dezember | Hermann Bever                     | deutscher Maler, Konservator und Galeriedirektor | 67    |       |
| 18. Dezember | George M. Davison                 | US-amerikanischer Politiker | 57    |       |
| 18. Dezember | Georg Liebe                       | deutscher Kulturhistoriker und Archivar | 53    |       |
| 18. Dezember | Gustav von Schoeller              | österreichisch-ungarischer Großunternehmer und Wirtschaftsfunktionär deutscher Abstammung, sowie Konsul für Mähren und Schlesien                        | 82    |       |
| 18. Dezember | Wilhelm Tinter                    | österreichischer Geodät, Astronom und Hochschullehrer                                                                                                   | 72    |       |
| 19. Dezember | James Thompson Maffett            | US-amerikanischer Politiker | 75    |       |
| 20. Dezember | Minna Kautsky                     | Schauspielerin und Schriftstellerin | 75    |       |
| 20. Dezember | Robert Luterbacher                | Schweizer Politiker (SP) | 66    |       |
| 20. Dezember | John Cirby Sturtevant             | US-amerikanischer Politiker | 77    |       |
| 21. Dezember | Afonso Celso de Assis Figueiredo  | brasilianischer Politiker, Premierminister | 76    |       |
| 21. Dezember | Paul Gordan                       | deutscher Mathematiker | 75    |       |
| 21. Dezember | David Heinrich Müller             | österreichischer Semitist, Orientalist, Sprach- und Literaturwissenschaftler                                                                            | 66    |       |
| 21. Dezember | Agnes zu Salm-Salm                | US-amerikanische Zirkusreiterin, Schauspielerin, Krankenschwester                                                                                       | 67    |       |
| 21. Dezember | James Alonzo Stahle               | US-amerikanischer Politiker | 83    |       |
| 22. Dezember | Wilhelm Ebstein                   | deutscher Internist | 76    |       |
| 22. Dezember | Anton Viertel                     | deutscher Klassischer Philologe und Gymnasialdirektor                                                                                                   | 71    |       |
| 23. Dezember | Georg Konstantin Czartoryski      | galizischer Politiker | 84    |       |
| 23. Dezember | Jean Baptiste Édouard Detaille    | französischer Maler | 64    |       |
| 23. Dezember | Lotten von Kræmer                 | schwedische Baronin, Schriftstellerin, Dichterin, Philanthropin und Frauenrechtlerin                                                                    | 84    |       |
| 23. Dezember | Otto Schoetensack                 | deutscher Anthropologe und Vorgeschichtler | 62    |       |
| 23. Dezember | Abraham Werner                    | russischer Rabbiner | 75    |       |
| 24. Dezember | Ferdinand von Stülpnagel          | preußischer Offizier, General der Infanterie | 70    |       |
| 25. Dezember | Anton Reidinger                   | österreichischer katholischer Geistlicher und Mundartdichter                                                                                            | 73    |       |
| 26. Dezember | Friedrich Joachim von Alvensleben | Landrat des Kreises Neuhaldensleben | 79    |       |
| 26. Dezember | Georg Kegel                       | deutscher Architekt des Historismus | 55    |       |
| 26. Dezember | Heinrich Mercy                    | Buchhändler und Verleger | 86    |       |
| 26. Dezember | Ludvig Skramstad                  | norwegischer Landschaftsmaler in der Tradition der Düsseldorfer Schule                                                                                  | 56    |       |
| 27. Dezember | Nicholas Boquet                   | deutscher Soldat | 70    |       |
| 27. Dezember | Alvah A. Clark                    | US-amerikanischer Politiker | 72    |       |
| 27. Dezember | Constantine C. Esty               | US-amerikanischer Politiker | 88    |       |
| 27. Dezember | Paul Karcher                      | deutscher Rittmeister und Gutsbesitzer | 66    |       |
| 27. Dezember | John Geiser McHenry               | US-amerikanischer Politiker | 44    |       |
| 27. Dezember | Carl Schweninger der Jüngere      | österreichischer Maler | 58    |       |
| 27. Dezember | Josef Steiner                     | tschechischer sozialdemokratischer Politiker und Gewerkschafter                                                                                         | 50    |       |
| 28. Dezember | Ahmed Midhat Efendi               | osmanischer Journalist, Autor, Übersetzer und Verleger der Tanzimatzeit                                                                                 |       |       |
| 28. Dezember | Friedrich Wilhelm Andreas John    | deutscher Bürgermeister und Politiker, MdR | 77    |       |
| 29. Dezember | Wunibald Braun                    | deutscher Industrieller | 73    |       |
| 29. Dezember | Ernest Callot                     | französischer Übersetzer antiker Schriftsteller, Verwaltungsbeamter, Gründungsmitglied und Schatzmeister des Internationalen Olympischen Komitees (IOC) | 72    |       |
| 29. Dezember | Julius von Gemmingen-Steinegg     | großherzoglich badischer Leutnant | 74    |       |
| 30. Dezember | Carl Eduard Dippell               | finnischer Architekt | 57    |       |
| 30. Dezember | Alfred von Kiderlen-Waechter      | deutscher Diplomat | 60    |       |
| 30. Dezember | Anna Quilling                     | deutsche Sopranistin | 45    |       |
| 30. Dezember | Theodor Vogel                     | deutscher Klassischer Philologe und Gymnasiallehrer | 76    |       |
| 30. Dezember | Heinrich Werner                   | deutscher Jurist und Politiker, MdR | 81    |       |
| 31. Dezember | Arthur Bally                      | Schweizer Unternehmer und Mäzen | 63    |       |
| 31. Dezember | Vincenc Prasek                    | schlesischer Heimatforscher, Sprachwissenschaftler, Historiker und Journalist                                                                           | 69    |       |
| 31. Dezember | Josef Leonhard Schmid             | deutscher Puppenspieler, Gründer des Münchner Marionettentheaters                                                                                       | 90    |       |